# Molorchus abieticola
Molorchus abieticola là một loài bọ cánh cứng trong họ Cerambycidae.